# Fusker
Fusker é um tipo de site ou utilitário que extrai as imagens de uma página web, tipicamente de galerias livres hospedado. Fusker permite que os usuários identifiquem uma seqüência de imagens com um único padrão, por exemplo:
```
http://www.example.com/images/pic [1.16]. jpg

```

Esta seria identificar imagens pic1.jpg, pic2.jpg, através pic16.jpg.
Quando esse padrão é passado a um site fusker, o site irá produzir uma página que exibe imagens em todos os dezesseis esse intervalo. A página web é então apresentado à pessoa que entrou no fusker, e também podem ser guardados no servidor web fusker para que outras pessoas possam vê-lo.